# Erik Menved

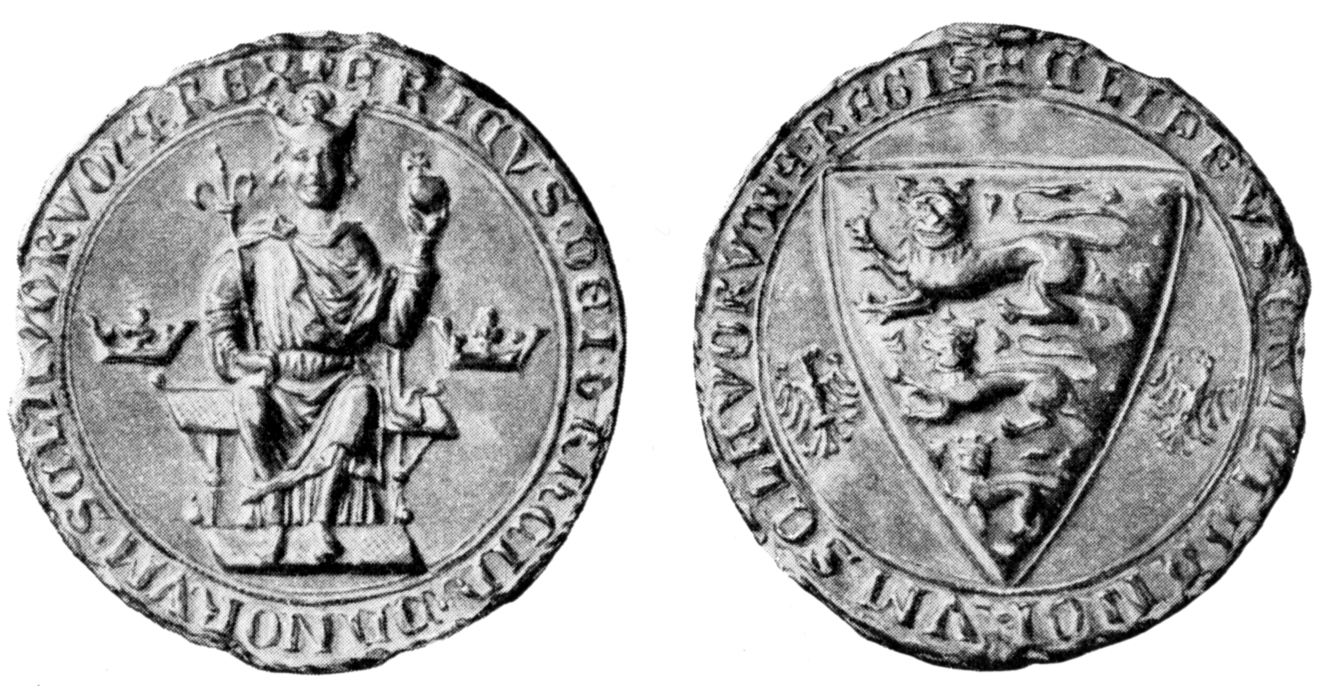
Erik Menveds sigill

Erik Menved, född 1274, död 13 november 1319, var kung av Danmark. Son till Erik Klipping, som mördades i Finderup 1286 då Erik var tolv år gammal, och Agnes av Brandenburg, som var med i den förmyndarregering som bestämde fram tills Erik blev myndig. Erik kröntes till kung juldagen 1287. De stormän som var dömda för mordet på Erik Klipping återvände och härjade de danska kusterna. Flera stormän och gunstlingar anslöt sig till de Fredlösa, bland dem Eriks bror, hertig Kristofer, som 1315 tvingades gå i landsflykt. 
År 1289 utnämndes Jens Grand till ärkebiskop efter Jens Dros. Jens Grand tillhörde den mäktiga Hvideätten, som hade många fredlösa män som Jens öppet stöttade. Han arresterades därför 1294, men lyckades fly till Hammershus. Därifrån fortsatte han till påvedömet, där han inledde en process mot Menved. Kung Erik beordrades till att återinsätta honom samt att böta 49.000 mark. Erik vägrade att betala, och 1299 blev därför Danmark satt under interdikt. År 1301 fick Erik "krypa till korset" och betala böterna, men Jens Grand blev istället ärkebiskop i Riga och förlorade sitt inflytande i Danmark. År 1293 dödades de fredlösas ledare, marsk Stig Andersen Hvide, och härjningarna avtog.
Erik Menveds ambition var att återuppta Valdemar Sejrs erövringspolitik i Nordtyskland. År 1302 hyllades han som länsherre över furstendömet Rostock. År 1304 stadfäste den tyska kungen Albrecht I avträdandet av landområdet norr om floderna Elbe och Elde. Erik beslutade att anfalla Wismar och Rostock, men motståndet blev hårdare än väntat, och först efter sex månader gav de två städerna upp. År 1316 förlorade Erik slaget vid Stralsund, och 1317 slöts det fred. Krigsföretaget blev dyrt, och regeringen fick skriva ut nya skatter. År 1316 stängdes mynttillverkningen av, och de mynt som var i omlopp var värdelösa. År 1317 pantsattes Fyn i te år till de holstenska grevarna Johann (hans halvbror) och Gerhard. På Själland och i Jylland gjordes flera upprorsförsök, och för att hålla folket i schack byggdes flera fängelseborgar, till exempel Kalø slott norr om Århus, Borgvold i Viborg, Bygholm vid Horsens och Ulstrup öster om Struer. I Skåne byggdes under de här åren Kärnan av Erik Menved.
Erik var gift med den svenske kungen Magnus Ladulås dotter Ingeborg. De fick 14 barn, men alla var dödfödda eller dog i späd ålder. Erik Menved är begravd i Sankt Bendts Kirke i Ringsted. Han överlämnade ett land i ekonomisk och politisk misär till sin yngre bror Kristofer II.